# Plocaederus pisinnus
Plocaederus pisinnus là một loài bọ cánh cứng trong họ Cerambycidae.